# Carex xiangxiensis
Carex xiangxiensis är en halvgräsart som beskrevs av Zheng Ping Wang. Carex xiangxiensis ingår i släktet starrar, och familjen halvgräs. Inga underarter finns listade i Catalogue of Life.